# Лалмас, Хасен
Хасе́н Лалмас (араб. حسن لالماس‎; 12 марта 1943, Алжир — 7 июля 2018, Алжир) — алжирский футболист, играл на позиции атакующего полузащитника.

## Биография

### Клубная карьера
22 октября 1962 года Лалмас, игравший за «Рюиссо» в матче с клубом «Биртута» забил 14 голов в одном матче; матч закончился со счётом 18:0 в пользу «Рюиссо». Этот результат был рекордным в мире по количеству забитых голов в одном матче во всех высших лигах и продержался до 3 августа 2007 года, когда бутанец Пассанг Церинг забил в матче Дивизиона А 17 голов.
В том же году перешёл в «Белуиздад», в составе которого играл в течение 11 сезонов, выиграл четыре чемпионских титула, 3 Кубка Алжира и 3 Магрибских кубка чемпионов. Лалмас является рекордсменом и лучшим бомбардиром чемпионата Алжира за всю его историю, в котором за всю карьеру забил 150 голов.

### Карьера в сборной
В составе сборной Алжира принимал участие на Кубке африканских наций 1968 года, где в матче со сборной Уганды оформил хет-трик; Алжир выиграл со счётом 4:0. Всего за сборную Алжира сыграл 43 матча и забил 14 голов.

### Признание
В 2008 году КАФ включила его в число лучших африканских игроков.

### Смерть
Скончался 7 июля 2018 года в Алжире в возрасте 75 лет.

## Достижения
«Белуиздад»
- Чемпион Алжира (4): 1964/65, 1965/66, 1968/69, 1969/70
- Обладатель Кубка Алжира[англ.] (3): 1965/66, 1968/69, 1969/70
- Победитель Магрибского кубка чемпионов (3): 1970, 1971, 1972